# Baryceros persimilis
Baryceros persimilis är en stekelart som först beskrevs av Szepligeti 1916.  Baryceros persimilis ingår i släktet Baryceros och familjen brokparasitsteklar. Inga underarter finns listade.